# Bernard Carp
Bernard Carp (ur. 17 kwietnia 1901 w Sragi, zm. 22 lipca 1966 w Aerdenhout) – holenderski żeglarz, olimpijczyk, zdobywca złotego medalu w regatach na Letnich Igrzyskach Olimpijskich w 1920 roku w Antwerpii.

## Kariera sportowa
Na Letnich Igrzyskach Olimpijskich 1920 zdobył złoto w żeglarskiej klasie 6,5 metra. Załogę jachtu Oranje tworzyli również jego brat Joop Carp oraz Petrus Wernink.